# Багушевск
Багушевск или Богушевск (блр. Багушэўск; рус. Богушевск) насељено је место са административним статусом варошице (городской посёлок) у североисточном делу Републике Белорусије, односно на југоистоку Витепске области. Административно припада Сененском рејону. 
Према проценама из 2010. у вароши је живело свега 3.100 становника.

## Географија
Багушевск се налази у централном делу Сененског рејона на око 38 km источно од административног центра рејона града Сјаноа и важна је железничка станица на линији Витепск—Орша. Варош је удаљена 54 km од административног центра области Витепска и на око 48 km од града Орше. 

## Историја
Насеље Багушевск се први пут помиње око 1880. као малени заселак од свега пар дрвених кућица. Интензивнији развој насеља почиње током градње железничке пруге Витепск–Жлобин (грађена од 1901. до 1904) када је у овом насељу постојало радничко насеље. 
У два наврата, између 1924—1931. и 1935—1960. Багушевск је био администртаивни центар истоименог рејона тадашњег Оршанског округа Белоруске ССР. Административни статус вароши има од 1938. године. 

## Демографија
Према резултатима пописа из 2009. у вароши је живело 3.100 становника.